# Nacionalidad búlgara

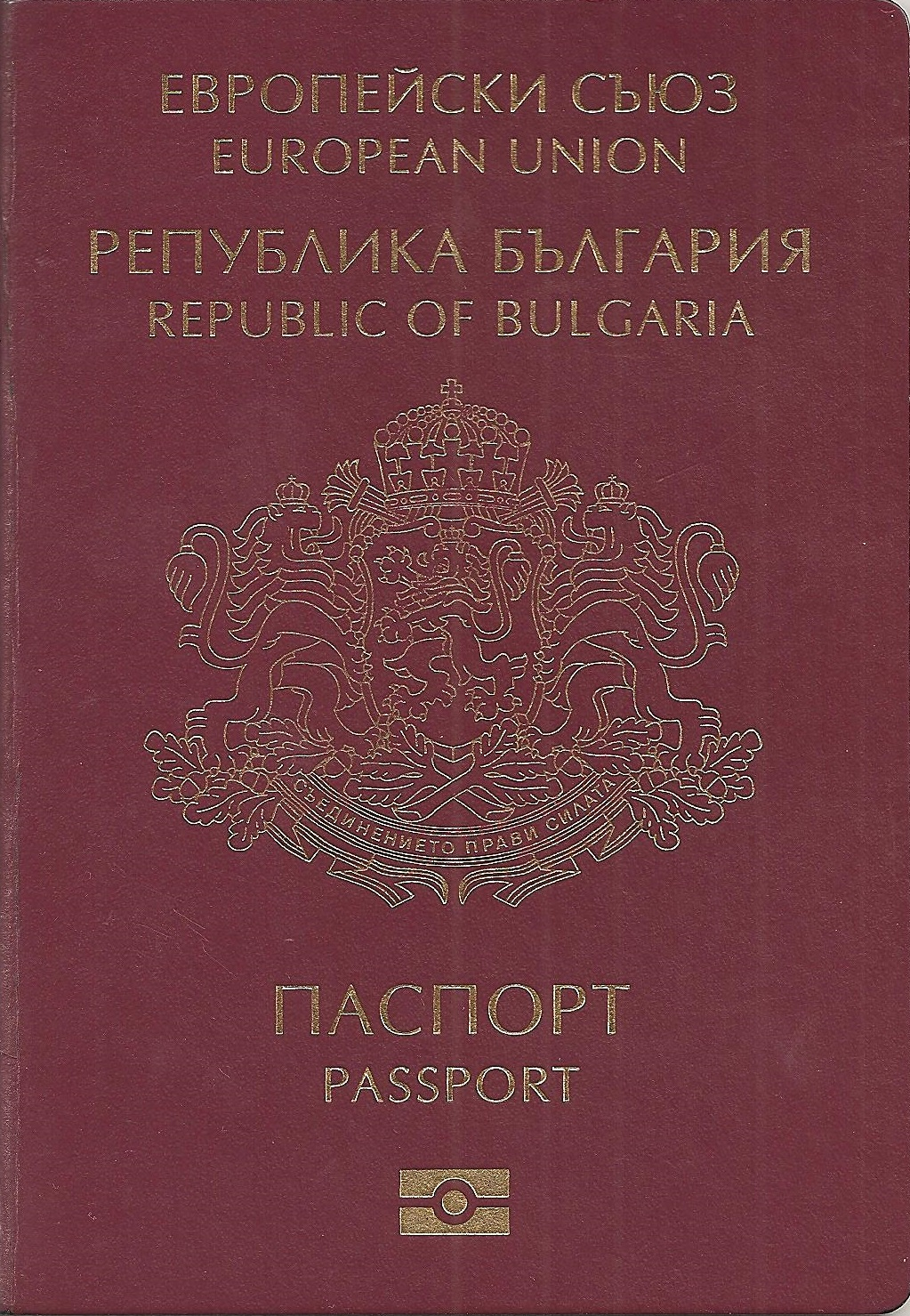
Pasaporte biométrico búlgaro

La nacionalidad o ciudadanía búlgara es el vínculo jurídico que liga a una persona física con la República de Bulgaria y que le atribuye la condición de ciudadano. 
Está regulada por la Constitución de Bulgaria (artículos 25 y 26) de 1991 y la ley de ciudadanía de 1999 (con cambios realizados hasta 2018). Se basa en el concepto jurídico de ius sanguinis (derecho de sangre). En otras palabras, ser hijo de al menos un ciudadano búlgaro es el método principal para adquirir la nacionalidad. Sin embargo, también es posible obtenerla después de cinco años de residencia en Bulgaria. La naturalización está disponible en función de la residencia en ciertos tipos de estatus, como por ejemplo, el matrimonio, o según el criterio del gobierno búlgaro para personas de mérito. El Ministerio de Justicia de Bulgaria se encarga de procesar las solicitudes de ciudadanía. Todos los ciudadanos búlgaros son automáticamente ciudadanos de la Unión Europea.

## Adquisición

### Por nacimiento en Bulgaria
Se concede la ciudadanía búlgara en función del lugar de nacimiento a cualquier niño nacido en Bulgaria, a menos que adquiera otra ciudadanía por ascendencia. Se presume que un niño encontrado en territorio búlgaro, cuyos padres son desconocidos, nació en Bulgaria.

### Por ascendencia
Una persona adquiere la nacionalidad búlgara por origen si:
- Al menos uno de sus padres es ciudadano búlgaro; o sus abuelos o hasta bis abuelos con la nueva modificación.
- Es reconocida por un ciudadano búlgaro, o cuya descendencia de un ciudadano búlgaro está acreditada con sentencia judicial.

### Por naturalización
Un individuo puede solicitar la ciudadanía búlgara si cumple con los siguientes requisitos:
1. Ser mayor de 18 años.
2. Haber sido sido titular de un permiso de residencia a largo plazo o permanente durante al menos cinco años. El período de residencia se reduce a tres años si el solicitante está casado con un ciudadano búlgaro, nació en Bulgaria o se estableció en el país antes de los 18 años.
3. No haber sido condenado (por un tribunal búlgaro) por un delito premeditado y no estar imputado en ningún proceso penal por dicho delito, a menos que haya sido absuelto.
4. Poseer una fuente de ingresos u ocupación que le permita mantenerse económicamente en Bulgaria.
5. Tener un buen dominio del idioma búlgaro.
6. Renunciar a la(s) nacionalidad(es) anterior(es), o demostrar que esta(s) se perderá(n) al adquirir la ciudadanía búlgara.[nota 1]

Las siguientes personas pueden solicitar la ciudadanía búlgara si cumplen con las condiciones de naturalización 1, 3, 4 y 5 mencionadas anteriormente:
- Una persona que haya recibido el estatus humanitario hace no menos de cinco años.
- Una persona que tenga el estatus de refugiado en Bulgaria desde hace al menos tres años.
- Una persona apátrida que tenga un permiso de residencia a largo plazo o permanente desde hace al menos tres años.

Se puede solicitar la ciudadanía búlgara cumpliendo con los requisitos de naturalización 1 y 3, si la persona:
- Es de origen búlgaro (es decir, que al menos uno de sus antepasados es o fue búlgaro);
- Es adoptada por al menos un ciudadano búlgaro (adopción plena);
- Uno de sus progenitores es ciudadano búlgaro o falleció ostentando la ciudadanía búlgara; o
- Es inversionista, cumpliendo ciertos requisitos adicionales.

En casos especiales o por contribuciones extraordinarias a la República de Bulgaria en el ámbito público, económico, científico, tecnológico, cultural o deportivo, se puede adquirir la ciudadanía sin requisitos de naturalización.
Una persona menor de 14 años, deberá adquirir la ciudadanía búlgara si ambos padres (o el padre sobreviviente) la adquieren, o si solo uno de ellos la adquiere cuando el otro ya es ciudadano búlgaro. En el caso de que la persona tenga entre 14 y 18 años, puede adquirir la ciudadanía búlgara en las mismas condiciones si así lo solicita.
Un niño menor de 14 años, hijo de un ciudadano búlgaro y otro extranjero (que no posee ciudadanía búlgara), puede adquirir la nacionalidad búlgara sin requisitos de naturalización si ambos padres (o el padre sobreviviente) dan su consentimiento para ello por escrito. En el caso de que la persona tenga entre 14 y 18 años, puede adquirir la ciudadanía búlgara en las mismas condiciones si así lo solicita.
La solicitud de naturalización será rechazada si, en vista de su conducta, existen razones serias para creer que el solicitante representa una amenaza para la sociedad, la moral, la salud pública o la seguridad nacional. También puede ser cancelada si se utilizaron datos o hechos incorrectos que han justificado la adquisición de la ciudadanía, o si se ocultaron datos o hechos que, de ser conocidos, serían un motivo de rechazo de la solicitud de naturalización. En el caso de los inversionistas, su naturalización será cancelada si no han mantenido las inversiones durante al menos dos años a partir de la fecha de naturalización. La revocación de la naturalización será admisible solo hasta que se cumplan diez años de la adquisición de la ciudadanía, excepto en los casos donde el individuo en cuestión haya tenido participación en el terrorismo, siempre que la persona no quede apátrida. La cancelación de la naturalización de un cónyuge no cancela la del otro cónyuge y los hijos, a menos que hayan obtenido la ciudadanía búlgara sobre la base de los mismos hechos falsos u ocultos.

## Pérdida de la ciudadanía
Un nacional búlgaro que reside permanentemente en el extranjero, puede presentar una solicitud de liberación de la ciudadanía búlgara si ha adquirido (o está por adquirir) una nacionalidad extranjera. Los hijos menores de 14 años de estas personas, también pueden ser liberados de su ciudadanía, pero solo si sus padres lo solicitan, mientras que los que tienen entre 14 y 18 años, también deben dar su propio consentimiento.
Una persona que haya adquirido la ciudadanía búlgara por naturalización, puede ser privada de ella si ha sido condenada por una sentencia de un delito grave contra la república, siempre que esté en el extranjero y no quede apátrida. Esto no afecta la nacionalidad del otro cónyuge y los hijos.

## Restauración de la ciudadanía
La ciudadanía búlgara de una persona que solicitó ser liberada de la misma, puede restablecerse a petición suya si:
1. No ha sido condenada por un delito premeditado en el país en el que vive o en la República de Bulgaria;
2. No representa una amenaza para la sociedad, la moral, la salud pública o la seguridad nacional; y
3. Tiene un permiso de residencia a largo plazo o permanente desde hace al menos tres años a la fecha de presentación de la solicitud de restauración de la ciudadanía.

Una persona que ha sido privada de su ciudadanía búlgara, puede readquirirla si se establece que no hubo razón para la privación o si el motivo ha perdido su significado.
Tras la restauración de la ciudadanía de sus padres, los niños menores de 14 años también se convierten en ciudadanos búlgaros, mientras que los que tienen entre 14 y 18 años, pueden adquirir la ciudadanía si la solicitan.
Con la entrada en vigor de la ley de ciudadanía de 1999, se restableció la ciudadanía búlgara de las personas que fueron privadas de la misma en virtud de las leyes de nacionalidad de 1940 y 1948.

## Doble nacionalidad
Bulgaria permite la doble ciudadanía solo para los búlgaros de origen, ciudadanos de la Unión Europea, Espacio Económico Europeo y Suiza, así como también a los cónyuges de ciudadanos búlgaros, ciudadanos de países con los que Bulgaria mantiene un convenio de doble nacionalidad y titulares de protección internacional (personas con estatus humanitario o de refugiado). Los ciudadanos naturalizados que no pertenecen al menos a uno de los grupos anteriormente mencionados, deben renunciar a su(s) otra(s) nacionalidad(es). Algunos países no permiten la doble ciudadanía. Por ejemplo, si una persona adquirió las nacionalidades búlgara y japonesa por nacimiento, debe declarar ante el Ministerio de Justicia japonés, antes de cumplir los 22 años, qué ciudadanía desea conservar.

## Ciudadanía de la Unión Europea
Debido a que Bulgaria forma parte de la Unión Europea (UE), los ciudadanos búlgaros también son ciudadanos de la misma según el derecho comunitario y, por lo tanto, gozan del derecho a la libre circulación y de la posibilidad de votar en las elecciones al Parlamento Europeo. Cuando se encuentren en un país extracomunitario, en el cual no exista ninguna embajada búlgara, tienen derecho a obtener la protección consular de la embajada de cualquier otro Estado miembro de la UE presente en ese país. También pueden vivir y trabajar en cualquier otro país miembro como resultado del derecho de libre circulación y residencia, otorgado en el artículo 21 del Tratado de Funcionamiento de la Unión Europea.

## Requisitos de visado

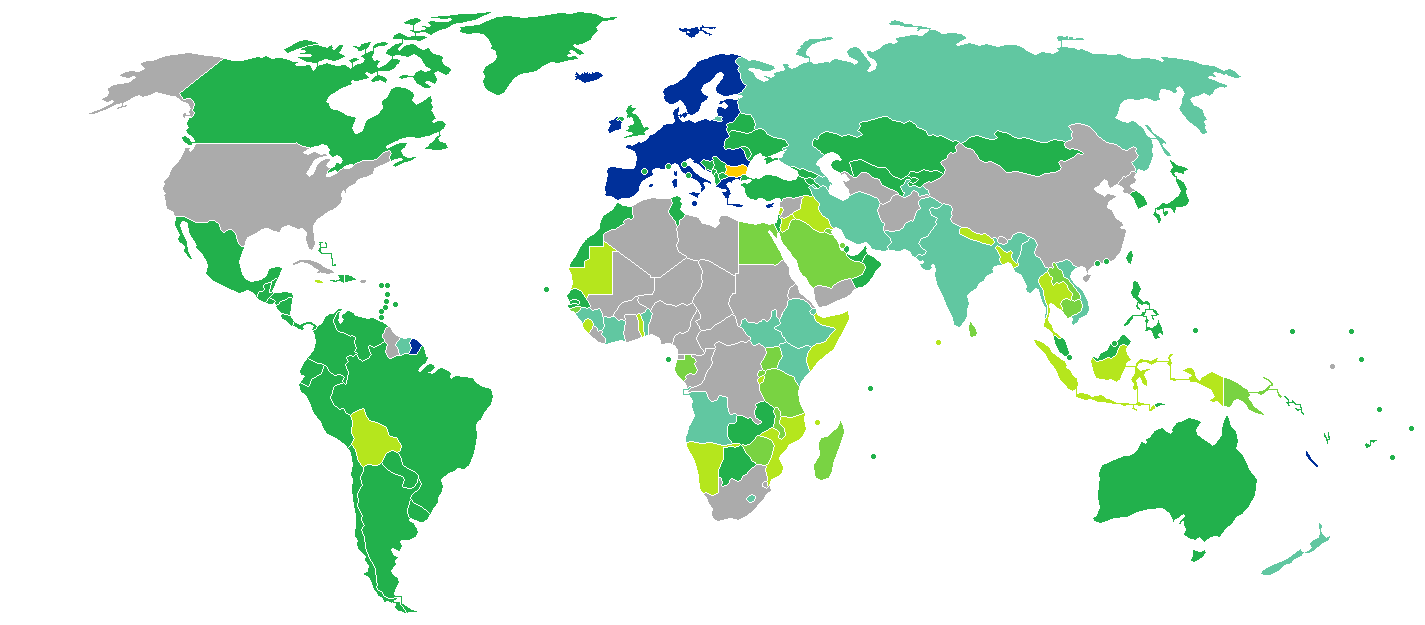
Bulgaria
Libre movimiento
No se requiere visa
Visa a la llegada
Visa electrónica
Visa disponible tanto a la llegada como en línea
Se requiere visa antes de la llegada

Los requisitos de visado para ciudadanos búlgaros son las restricciones administrativas de entrada por parte de las autoridades de otros Estados a los ciudadanos de Bulgaria. En 2023, los ciudadanos búlgaros tenían acceso sin visado o visa a la llegada a 177 países y territorios, clasificando al pasaporte búlgaro en el decimocuarto lugar del mundo, según el Índice de restricciones de Visa.